# Public Religion Research Institute
 Le Public Religion Research Institute (abrégé en PRRI) est une organisation américaine de recherche et d'éducation sans but lucratif et non partisane qui mène des sondages d'opinion publique sur une variété de sujets, spécialisée dans l'étude quantitative et qualitative des questions politiques liées aux valeurs religieuses. Les études et les données produites par le PRRI ont été utilisées dans diverses analyses scientifiques évaluées par des pairs sur la religion et la culture américaine, y compris des études sur les inégalités économiques et les questions de redistribution, les attitudes envers l'immigration, les attitudes envers le changement climatique, et les attitudes religieuses envers les préjugés sociaux.

## Recherches majeures
En 2014, le PRRI lance l'American Values Atlas, un outil interactif en ligne qui fournit des informations sur la composition religieuse, politique et démographique des 50 États américains et sur des questions particulières,.

## Robert Jones
Robert Jones est le fondateur du PRRI. Il est anciennement professeur adjoint d'études religieuses à l'Université d'État du Missouri. Jones est docteur en religion de l'Université Emory et d'un master en divinité au séminaire théologique baptiste du Sud-Ouest. Il est l'auteur de The End of White Christian America (2016), qui remporte le prix Grawemeyer 2019 en religion. Jones est également l'auteur du livre White Too Long: The Legacy of White Supremacy in American Christianity (2020).